# Zářečí (Březová nad Svitavou)

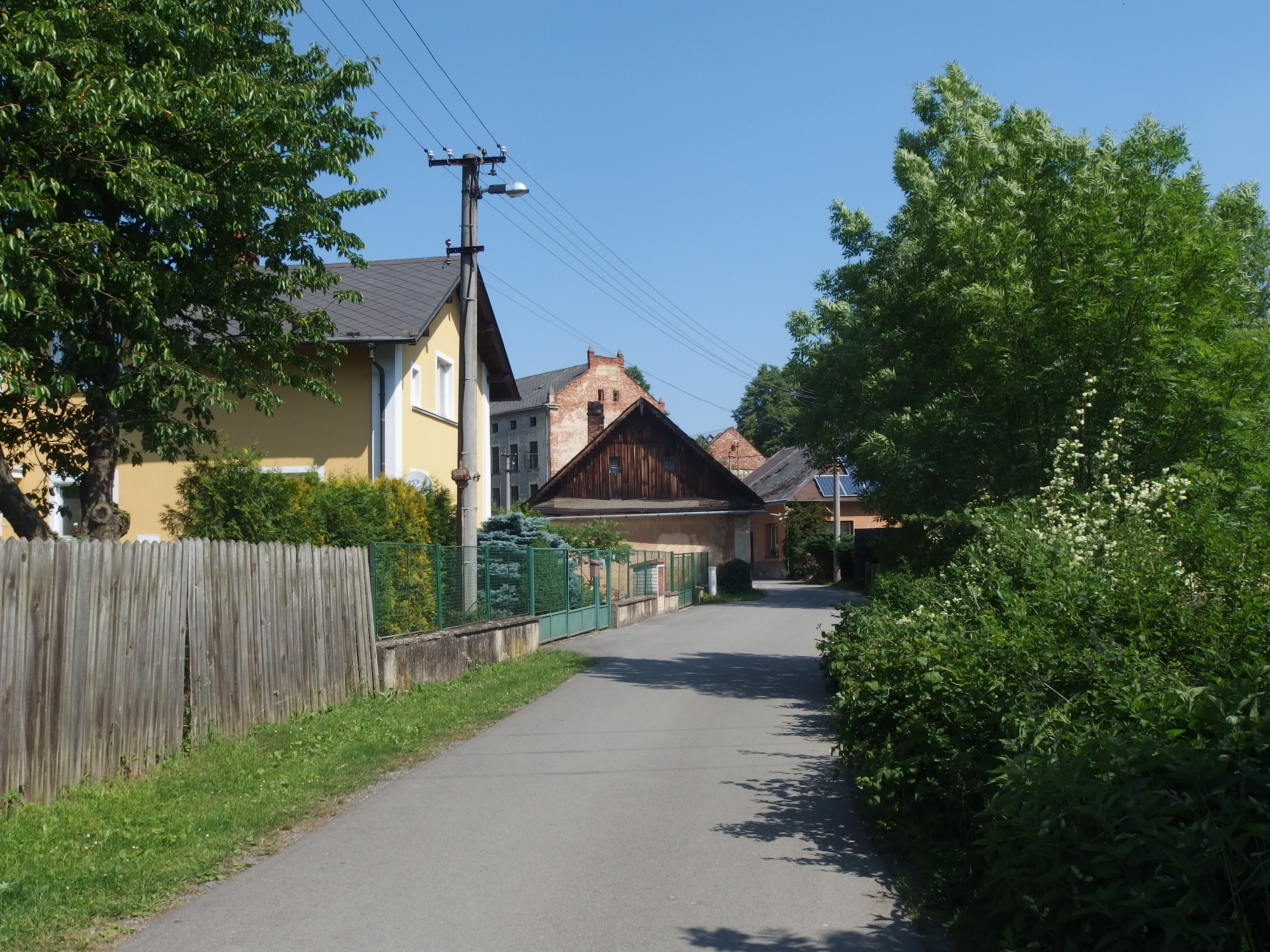
Dorfstraße

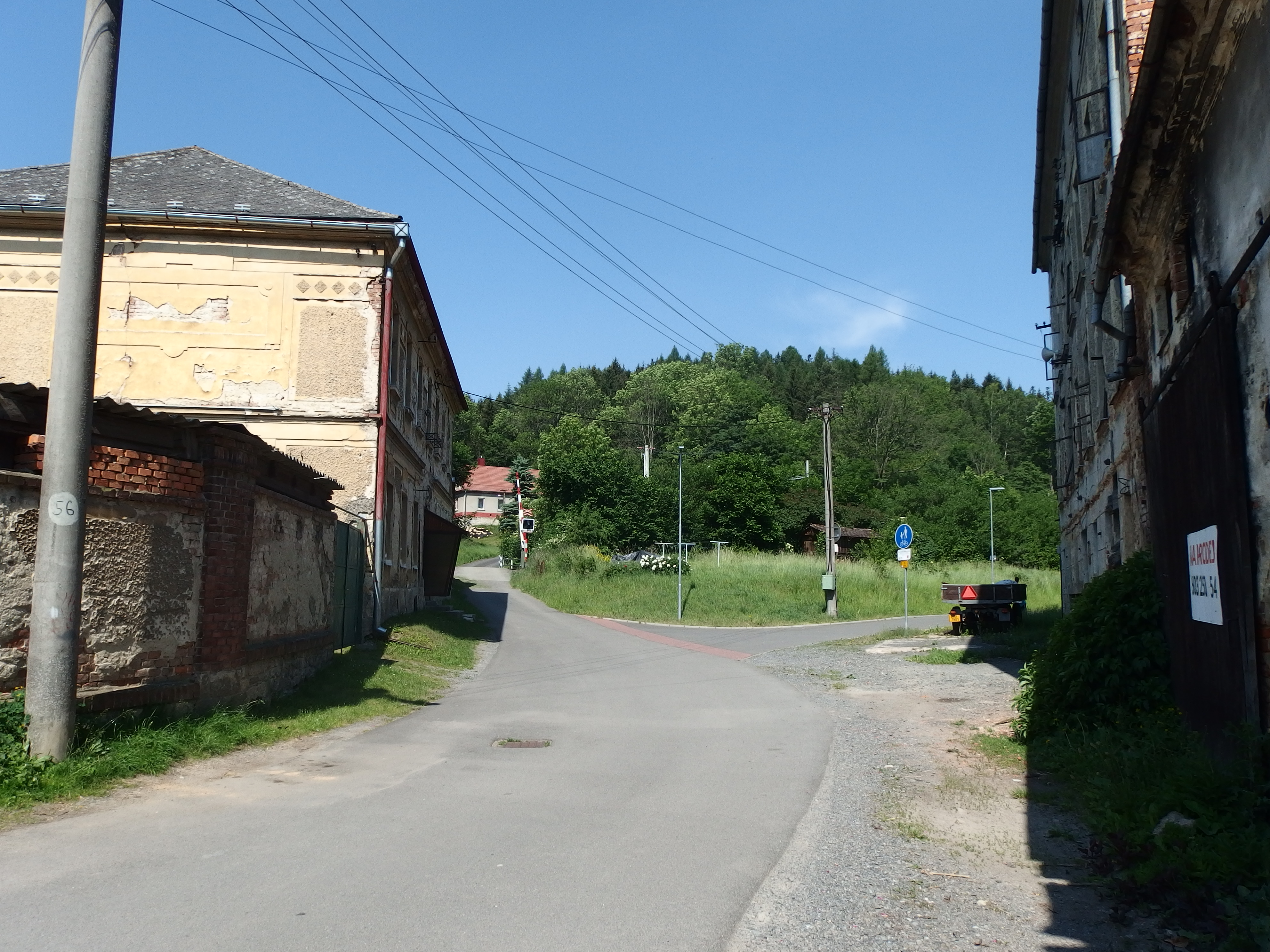
Häuser am Bahnübergang

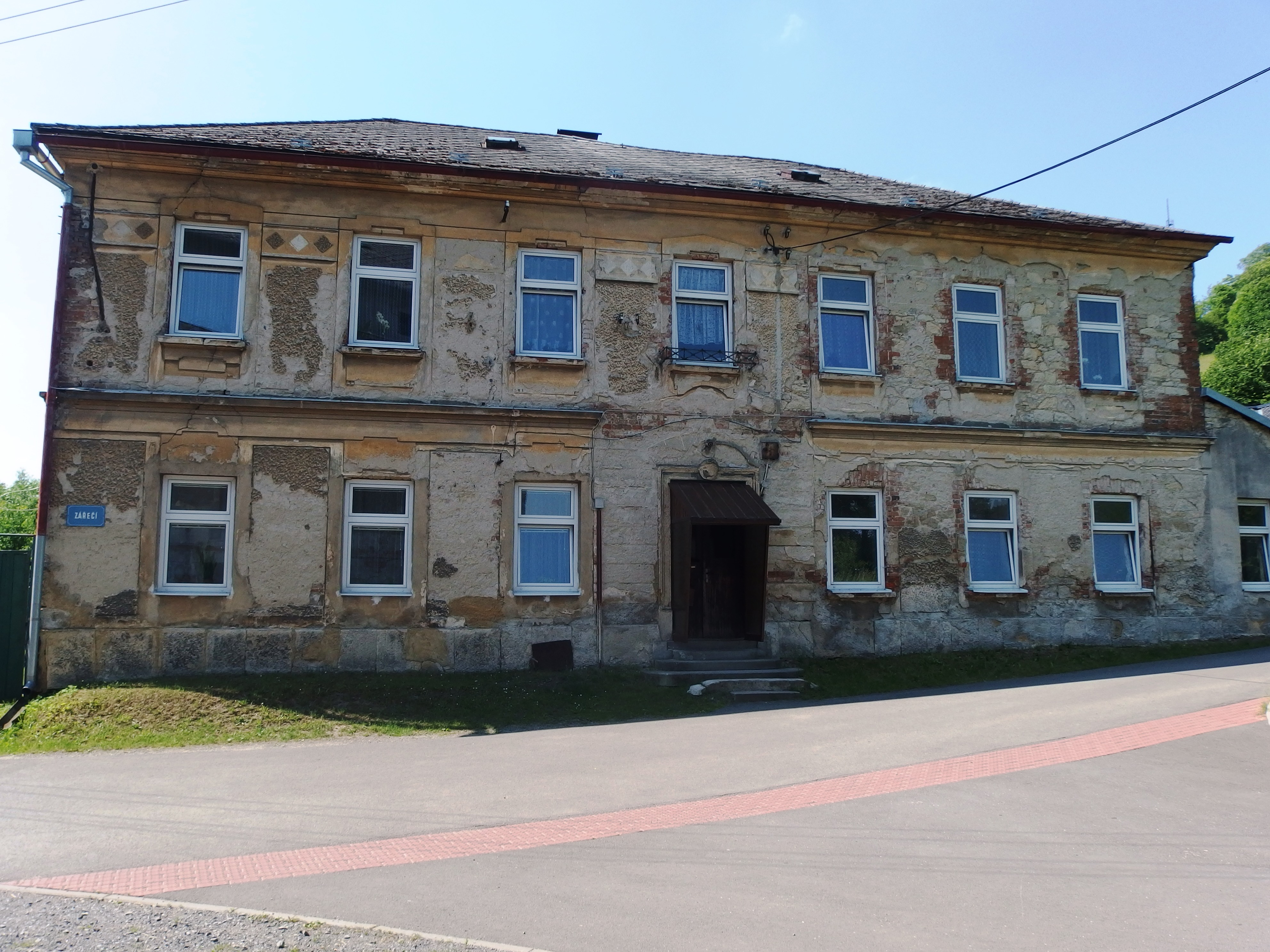
Haus Nr. 384 (vor 1945: Wohnhaus der Müller-Familie Fritz)

Zářečí (deutsch Hinterwasser) ist eine Grundsiedlungseinheit der Stadt Březová nad Svitavou in Tschechien. Sie liegt einen halben Kilometer südlich des Stadtzentrums von Březová nad Svitavou und gehört zum Okres Svitavy.

## Geographie
Zářečí erstreckt sich rechtsseitig des Flusses Svitava in der Svitavská pahorkatina (Zwittauer Hügelland). Das Dorf liegt unmittelbar an der alten böhmischen Landesgrenze zu Mähren. Durch den Ort verläuft die Bahnstrecke Brno–Česká Třebová, der Bahnhof Březová nad Svitavou befindet sich einen Kilometer südlich.
Nachbarorte sind Březová nad Svitavou im Norden und Osten, Nový Brněnec im Südosten, Podlesí im Süden, Amerika und Nová Amerika im Südwesten, Bělá nad Svitavou im Westen sowie Banín und Muzlov im Nordwesten.

## Geschichte
Die erste schriftliche Erwähnung von Zářečí erfolgte im Jahre 1557, als nach dem Tode des Václav Žehušický von Nestajov dessen Söhne die Herrschaft Svojanov teilten und kam dabei zum Laubendorfer Anteil. Nachdem Hertvík Žehušický von Nestajov 1564 in Banín aus aufgekauften Bauernwirtschaften einen Meierhof gebildet hatte, und dieser zu einem landtäfligen Gut erhoben wurde, kam Zářečí diesem hinzu. Später wurde das Dorf der Fideikommissherrschaft Biela zugeschlagen. Im Jahre 1789 gab es 14 Anwesen in Hinterwasser, drei davon gehörten nach Bistra.
Im Jahre 1835 bestand das im Chrudimer Kreis gelegene Dorf Hinterwasser bzw. Zařecy aus 31 Häusern mit 164 deutschsprachigen Einwohnern. Davon gehörten eine emphyteutische Mühle mit zwei Häusern zur Herrschaft Bistrau. Im Ort gab es zwei Papiermühlen mit zwei Bütten sowie eine Tuchwalke mit insgesamt 80 Beschäftigten. Zu Hinterwasser konskribiert war die Einschicht Unterwald. Pfarr-, Schul und Amtsort war Teutsch-Biela, der Bistrauer Anteil war nach Bohnau gepfarrt. Bis zur Mitte des 19. Jahrhunderts blieb Hinterwasser dem Allodialgut Teutsch-Biela untertänig.
Nach der Aufhebung der Patrimonialherrschaften bildete Hinterwasser / Zářečí ab 1849 einen Ortsteil der Gemeinde Deutsch-Bielau / Německá Bělá im Gerichtsbezirk Polička. Ab 1868 gehörte Hinterwasser zum Bezirk Polička. In dieser Zeit erfolgte der Bau der Bahnstrecke Brünn-Abtsdorf durch den Ort, auf der mährischen Seite entstand der Bahnhof Brüsau. Im Jahre 1887 lösten sich Brünnlitz und Hinterwasser von Deutsch-Bielau los und bildeten die Gemeinde Brünnlitz. Seit dem 12. Juli 1887 gehörte Hinterwasser zum neu gebildeten Katastralbezirk Brünnlitz. Nach dem Ersten Weltkrieg zerfiel der Vielvölkerstaat Österreich-Ungarn, das Dorf wurde 1918 Teil der neu gebildeten Tschechoslowakischen Republik. Beim Zensus von 1921 lebten in den 35 Häusern von Hinterwasser 266 Personen, darunter 191 Tschechen und 74 Deutsche. Nach dem Münchner Abkommen wurde das Dorf im Oktober 1938 von der Wehrmacht besetzt und dem Großdeutschen Reich zugeschlagen und gehörte bis 1945 zum Landkreis Zwittau. Nach dem Ende des Zweiten Weltkrieges kam Zářečí zur Tschechoslowakei zurück, es erfolgte die Wiederherstellung der alten Bezirksstrukturen. Die meisten der deutschsprachigen Bewohner wurden 1945 vertrieben und Tschechen angesiedelt. 1950 wurde Zářečí aus dem Okres Polička in den Okres Svitavy umgegliedert. Im Jahre 1960 erfolgte die Umgemeindung nach Březová nad Svitavou. Ab dem 1. April 1976 gehörte Zářečí wieder als Ortsteil zu Brněnec. Seit dem 1. März 1990 war Zářečí erneut ein Ortsteil von Březová nad Svitavou. 1991 lebten 135 Personen in Zářečí, beim Zensus von 2001 waren es 172. Zu Beginn des Jahres 2002 verlor Zářečí den Status eines Ortsteils.

## Persönlichkeiten
Die 1838 in Hinterwasser Nr. 8 geborene Karolina Klara Schütz war die Urgroßmutter der Schauspielerin Audrey Hepburn. Karolina war die Tochter des örtlichen Papiermühlen-Besitzers Karl Schütz und seiner Gattin Franziska geb. Burschwall aus Böhmisch Wiesen. Sie heiratete 1859 Anton Wels, den aus dem Judentum konvertierten Urgroßvater Hepburns. Dieser starb 1876, Karoline erst 1921 in Wien.

## Ortsgliederung
Zářečí bildet den Katastralbezirk Zářečí nad Svitavou.

## Sehenswürdigkeiten
- Steinernes Wegkreuz
- Lehrpfad Údolím řeky Svitavy, er führt von der Bahnstation Březová nad Svitavou-Dlouhá flussabwärts über 13 Stationen zum Jára-Cimrman-Aussichtsturm bei Březová nad Svitavou, durch Zářečí zu den Quirgellöchern (Čertovy díry) bei Amerika bis zum Steinbruch bei Brněnec und ebenfalls über Zářečí durch das Tal wieder zurück.